# 4829 Sergestus
4829 Sergestus è un asteroide troiano di Giove del campo troiano. Scoperto nel 1988, presenta un'orbita caratterizzata da un semiasse maggiore pari a 5,1510132 UA e da un'eccentricità di 0,0485362, inclinata di 8,60174° rispetto all'eclittica.
L'asteroide è dedicato a Sergesto, uno dei luogotenenti di Enea.